# (140) Siwa
(140) Siwa – planetoida z pasa głównego asteroid okrążająca Słońce w ciągu 4 lat i 190 dni w średniej odległości 2,73 j.a. Została odkryta 13 października 1874 roku w Austrian Naval Observatory (Pula, półwysep Istria) przez Johanna Palisę. Nazwa planetoidy pochodzi od Siwy, słowiańskiej bogini.